# مراري
وفقا للتوراة، مراري (بالعبرية: מְרָרִי) هو أحد أبناء لاوي بن يعقوب، ومؤسس أسرة المراريين، وهم أحد الأفرع الرئيسية الأربعة لنسل اللاويين. مراري كلمة عبرية تعني مرير. تم تكليف المراريين بنقل ورعاية المكونات الهيكلية للمعبد.